# Erzähl mir was
Erzähl mir was war eine Hörbuchreihe für Kinder auf Audiokassetten, die im deutschen Marshall-Verlag produziert wurden. Die Kassetten erschienen jeweils mit einem illustrierten Begleitheft. Jede Kassette hatte eine Spieldauer von etwa 60 Minuten. 

## Geschichte
Sie erschien in den Jahren 1985 bis 1988 in zweiwöchentlichem Turnus. Erhältlich waren die insgesamt 52 Kassetten im Zeitschriftenhandel sowie im Abonnement und enthielten pro Folge fünf bis acht kurze Geschichten, Märchen aus aller Welt und Gedichte, die teilweise von namhaften Schauspielern wie Hans Paetsch, Maria Schell, Rosemarie Fendel und Thomas Fritsch vorgetragen wurden. Zusätzlich zu den Hörkassetten gab es jeweils ein gebundenes DIN-A-4-Heft, in dem die erzählten Geschichten mit farbigen Illustrationen bebildert waren und in dem man den genauen Wortlaut jeder einzelnen Geschichte in der richtigen Reihenfolge mitlesen konnte. Auf den Kassetten ertönte ein leiser, einzelner Anschlag eines Glockenspiels, wenn beim Lesen umgeblättert werden musste.
Das Cover jeder Kassette und die Titelseite des dazugehörigen Heftes zeigte drei Bildausschnitte der enthaltenen Geschichten, den Titel „Erzähl mir was“, den Untertitel „Die schönsten Kindergeschichten der Welt zum Sammeln“ sowie im rechten unteren Rand den Zusatz „Alle zwei Wochen neu“. Die Gestaltung der beiden Medien unterschied sich nur hinsichtlich der fortlaufenden Nummerierung. Auf dem Heft stand die Nummer in einem gezeichneten Luftballon neben dem Titel. Das Kassetten-Cover führte die jeweilige Nummer über dem Erzähl-mir-was-Schriftzug auf.

## Episoden (Auswahl)
Insgesamt bestand die Reihe aus 52 Episoden sowie einer Weihnachtssonderausgabe. Jeder Titel enthielt mehrere Kindergeschichten. Viele Geschichten, wie beispielsweise Gobbolino der Hexenkater oder Groger, der Oger, waren fortlaufend und erstreckten sich über mehrere Hefte und Kassetten.
Übersicht aller Folgen:
| Folge 1  | Gobbolino, der Hexenkater                       | Der Hase und die Schildkröte                     | Sturmwind findet einen neuen Freund              | Hänsel und Gretel               | Der Sonnenschirm                                 | Aldo in Arkadien (1)                   | Hereinspaziert!              |                               |                          |                               |                             |                              |                           |                        |
| Folge 2  | Die Wichtelmänner                               | Der Herr des Dschungels                          | Aldo in Akardien (2)                             | Das letzte Stück vom Regenbogen | Der gefräßige Fuchs                              | Gobbolino, der Bordkater               | Sindbad im Tal der Diamanten |                               |                          |                               |                             |                              |                           |                        |
| Folge 3  | Das tapfere Schneiderlein                       | Aldo in Arkadien (3)                             | Das Kind der Sonne                               | Gobbolino, der Turmkater        | Der Löwe und die Maus                            | Peters Kanal                           | Der garstige Moormann        |                               |                          |                               |                             |                              |                           |                        |
| Folge 4  | Die Erschaffung des Menschen                    | Gobbolino, der Hauskater                         | Karlchen Kasper                                  | Die Prinzessin auf der Erbse    | Die Grille und die Ameise                        | Weihnachten im Sommer                  | Rhabarber-Knut               |                               |                          |                               |                             |                              |                           |                        |
| Folge 5  | Wurzelzweig                                     | Der Schuhbaum                                    | Rapunzel                                         | Der Fuchs und die Krähe         | Sudi und der Tiger                               | Karlchen Kasper (2)                    |                              |                               |                          |                               |                             |                              |                           |                        |
| Folge 6  | Die Schöne und das Tier                         | Dodo und der Topf voll Gold                      | Wurzelzweig geht auf den Markt                   | Das fliegende Sparschwein       | Der Hund und sein Knochen                        | Im Lande Schnabbel-di-dau              | Der Mond im Mühlteich        |                               |                          |                               |                             |                              |                           |                        |
| Folge 7  | Die drei Ziegenböcke                            | Die Schneekönigin                                | Manfreds Magnet                                  | Schnuppe Spuk aus dem Spukhaus  | Die dumme Schildkröte                            | Wurzelzweigs neuer Hut                 |                              |                               |                          |                               |                             |                              |                           |                        |
| Folge 8  | Dotty und das Känguruh: Dotty verirrt sich      | Wer bin ich                                      | Die Gans, die goldene Eier legte                 | Der Garten der Riesen           | Karlchen Kasper und das verschwundene Schloß (1) | Die Mango-Verkäuferin                  | Buffi und der Lehrerfresser  |                               |                          |                               |                             |                              |                           |                        |
| Folge 9  | Abdullah und der Flaschengeist                  | Dotty und das Känguruh: In großer Gefahr         | Karlchen Kasper und das verschwundene Schloß (2) | Der Hirtenjunge und der Wolf    | Der Rattenfänger von Hameln                      | Laute Nachbarn                         | Der Kauz und die Katze       |                               |                          |                               |                             |                              |                           |                        |
| Folge 10 | Gullivers Reisen (1)                            | Dotty und das Känguruh: Dotty findet den Heimweg | Tonis Rad (1)                                    | Die drei Wünsche                | David und Goliath                                | Das verzauberte Pferd                  |                              |                               |                          |                               |                             |                              |                           |                        |
| Folge 11 | Gullivers Reisen (2)                            | Pinocchio (1)                                    | Schnell wie der Wind                             | Tonis Rad (2)                   | Der freundliche Bär                              | Dornröschen                            |                              |                               |                          |                               |                             |                              |                           |                        |
| Folge 12 | Der mächtige Fürst                              | Andis gestohlene Autos (1)                       | Sturmwind galoppiert um sein Leben               | Der erste Flug                  | Die Stadtmaus und die Feldmaus                   | Pinocchio (2)                          | Wer ist stärker?             | Ich sah ein Schiffchen segeln |                          |                               |                             |                              |                           |                        |
| Folge 13 | Das Feuerzeug                                   | Andis gestohlene Autos (2)                       | Die List der Frauen                              | Pinocchio (3)                   | Drei kahle Stellen                               | Das häßliche Entlein                   |                              |                               |                          |                               |                             |                              |                           |                        |
| Folge 14 | Aschenputtel                                    | Pinocchio: Gefahrvolle Suche                     | Leos großer Fehler                               | Ein alter Mann aus Kiel         | Nickis große Tat                                 | Die roten Hosenträger                  | Groger, der Oger             |                               |                          |                               |                             |                              |                           |                        |
| Folge 15 | Die drei kleinen Schweinchen                    | Pinocchio (Das Versprechen)                      | Groger, der Oger                                 | Alis Träume                     | Die Büchse der Pandora                           | Das fliegende Jackett                  |                              |                               |                          |                               |                             |                              |                           |                        |
| Folge 16 | Naranas seltsame Reise                          | Der Wal am Feuer                                 | Der gestiefelte Kater                            | Groger, der Oger                | Warum die Giraffe nicht sprechen kann            | Pinocchio: Die Reise ins Spielzeugland | Hühner-Häscher Hannibal      |                               |                          |                               |                             |                              |                           |                        |
| Folge 17 | Das Geheimnis des Prinzen                       | Pinocchio: Ein Traum wird wahr                   | Egon geht zum Kostümfest                         | Der Löwe und der Pfau           | Ninas Puzzle                                     | Wilhelm Tell                           |                              |                               |                          |                               |                             |                              |                           |                        |
| Folge 18 | Heidi                                           | Der junge Opa                                    | Georg besiegt den Drachen                        | Der Froschkönig                 | Pip und Pop                                      | Der Lebkuchenmann                      |                              |                               |                          |                               |                             |                              |                           |                        |
| Folge 19 | Das Buch der Tiere (1)                          | Hans und die Zauberbohnen                        | Kein Zutritt für Mulis                           | Die resolute Oma                | Heidi in den Bergen                              | Sindbad und die seltsamen Inseln       |                              |                               |                          |                               |                             |                              |                           |                        |
| Folge 20 | Rumpelstilzchen                                 | Das Buch der Tiere (2)                           | Die Hecke und der Baum                           | Heidi in der Stadt              | Die grüne Seejungfrau                            | Heribert Krumm                         |                              |                               |                          |                               |                             |                              |                           |                        |
| Folge 21 | Des Kaisers neue Kleider                        | Klüger als der Zar                               | Petras verzauberter Go-Kart                      | Die roten Nachtmützen           | Der Wolf im Schafspelz                           | Heidi: die Heimkehr                    |                              |                               |                          |                               |                             |                              |                           |                        |
| Folge 22 | Axel fliegt zum Mond (1)                        | König Midas                                      | Das Geheimnis von Fräulein Beck                  | Die wilden Schwäne              | Wurzelzweig fängt eine Gurke                     |                                        |                              |                               |                          |                               |                             |                              |                           |                        |
| Folge 23 | Wurzelzweig hat Geburtstag                      | Axel fliegt zum Mond (2)                         | Goldglöckchen                                    | Die Katze auf dem Baum          | Trumpel in Gefahr                                | Das Hühnchen, die Katze und der Frosch | Der geraubte Hammer          |                               |                          |                               |                             |                              |                           |                        |
| Folge 24 | Das Reich der Robben                            | Der Troll                                        | Herr Grusel                                      | Aldo in Arkadien (4)            | Ein Igel lernt fliegen                           | Der standhafte Zinnsoldat              |                              |                               |                          |                               |                             |                              |                           |                        |
| Folge 25 | Das Pastetenduell                               | Der starke Hase                                  | Arthur Artig                                     | Der glückliche Prinz            | Rotkäppchen                                      | Aldo in Arkadien (5)                   |                              |                               |                          |                               |                             |                              |                           |                        |
| Folge 26 | Die riesige Ratte                               | Anima, das Ottermädchen                          | Aldo in Arkadien (6)                             | Ein Löwe geht zur Schule        | Der Faden der Ariadne                            | Däumelinchen                           |                              |                               |                          |                               |                             |                              |                           |                        |
| Folge 27 | Hoch auf dem Felsen                             | Der Zauberer von Oz (1)                          | Die Ungeheuer mit dem sanften Auge               | Der Streik der Tiere            | Juschkin der Uhrmacher                           | Rummel im Dschungel                    | Der Tanz der Elfen           |                               |                          |                               |                             |                              |                           |                        |
| Folge 28 | Zauberlehrling Pinki                            | Die Schlange und die Rose                        | Rummel im Dschungel                              | Der Zauberer von Oz (2)         | Der Wind in den Weiden                           |                                        |                              |                               |                          |                               |                             |                              |                           |                        |
| Folge 29 | Die Bremer Stadtmusikanten                      | Johnny und der Meeresdrachen                     | Der Herr des Flusses (1)                         | Der Zauberer von Oz (3)         | Die Wolkenparty                                  | Karlchen                               |                              |                               |                          |                               |                             |                              |                           |                        |
| Folge 30 | Shorty                                          | Der Zauberer von Oz (4)                          | Anatoli                                          | Der Garten                      | Der Seeriese                                     | Der Herr des Flusses (2)               |                              |                               |                          |                               |                             |                              |                           |                        |
| Folge 31 | Der Schneebär                                   | Die Herberge der Esel                            | Shorty der Satellit und der General              | Die Nachtigall                  | Hugo und der Farbendieb                          | Der Zauberer von Oz (5)                |                              |                               |                          |                               |                             |                              |                           |                        |
| Folge 32 | Gobbolino und das Holzpferdchen (1)             | Der Zauberer von Oz (6)                          | Der Bauer, der Tomt und der Troll                | Shorty                          | Der Stein des Fischers                           |                                        |                              |                               |                          |                               |                             |                              |                           |                        |
| Folge 33 | Der bescheidene Felix                           | Gobbolino und das Holzpferdchen (2)              | Kleiner Bär und der Biber                        | Der Medizinmann                 | Das Drachenkind                                  | Die Flügel der Elfe                    |                              |                               |                          |                               |                             |                              |                           |                        |
| Folge 34 | Das schönste Haus                               | Gobbolino und das Holzpferdchen (3)              | Das stumme Orchester                             | Die Steinsuppe                  | Der Mann, der alles besser konnte                | Der eitle Eisbär                       |                              |                               |                          |                               |                             |                              |                           |                        |
| Folge 35 | Die Baggersaurier                               | Molly Mopp                                       | Kathrin und die Geister                          | Willi steht kopf (1)            | Gobbolino und das Holzpferdchen (4)              |                                        |                              |                               |                          |                               |                             |                              |                           |                        |
| Folge 36 | Krösus von Krötenburg (1)                       | Sextus, der Sohn des Zauberers (1)               | Anansi und die Pythonschlange                    | Die Steintrommel                | Willi steht kopf (2)                             | Gobbolino und das Holzpferdchen (5)    |                              |                               |                          |                               |                             |                              |                           |                        |
| Folge 37 | Sextus, der Sohn des Zauberers (2)              | Anyas Garten                                     | Groger, der Gold-Oger (1)                        | Krösus von Krötenburg (2)       | Arthur, die Ameise                               | Das Picknick der Schildkröten          | Der Träumer                  |                               |                          |                               |                             |                              |                           |                        |
| Folge 38 | Die Räubertruhe                                 | Der dumme Ochse Ossi                             | Ein Marder hat Sorgen                            | Krösus von Krötenburg (3)       | Wanda, die Wasserhexe                            | Groger, der Gold-Oger (2)              |                              |                               |                          |                               |                             |                              |                           |                        |
| Folge 39 | Groger, der Gold-Oger (3)                       | Nasse Party                                      | Krösus von Krötenbug                             | Nino und die Nixe               | Der kluge Hase                                   | Die Prinzessin und der Nordwind        |                              |                               |                          |                               |                             |                              |                           |                        |
| Folge 40 | Peter Pan (1)                                   | Die Schrubber und die Blubber (1)                | Moritz und der Schlachter                        | Teddy Tolpatsch                 | Die Einhornflöte                                 | Der Sockentick des Königs              |                              |                               |                          |                               |                             |                              |                           |                        |
| Folge 41 | Peter Pan (2)                                   | Maras Wiege                                      | Die Schrubber und die Blubber (2)                | Die Tochter des Mandarins       | Gustav ist der Größte                            | Bodo, der Kater                        |                              |                               |                          |                               |                             |                              |                           |                        |
| Folge 42 | Der größte Kuchen der Welt                      | Peter Pan (3)                                    | Die gelangweilte Ulla                            | König Artus’ Schwert            | Der gierige Fisch                                | Dany Danebrog                          |                              |                               |                          |                               |                             |                              |                           |                        |
| Folge 43 | Langzahn, das Walroß (1)                        | Emmis Hut                                        | Der böse Berg (1)                                | Der Baum, der sang              | Die dicke Rosie                                  | Peter Pan (4)                          |                              |                               |                          |                               |                             |                              |                           |                        |
| Folge 44 | Langzahn das Walroß (2)                         | Gundula und der große Wald                       | Der böse Berg (2)                                | In der Schmiede                 | Die Maus im Schnee                               | Peter Pan (5)                          |                              |                               |                          |                               |                             |                              |                           |                        |
| Folge 45 | Alice im Wunderland (1)                         | Die Mars-Gummistiefel                            | Gefahr unter Wasser                              | König Artus: Der Verrat         | Tinkas Klavier                                   | Florian und die Bergwesen              |                              |                               |                          |                               |                             |                              |                           |                        |
| Folge 46 | König Artus: Das Ende                           | Schmetterlinge auf dem Mond                      | Kalles Geheimwaffen                              | Alice in Wunderland (2)         | Das große Feuer                                  | Der Müller und sein Esel               |                              |                               |                          |                               |                             |                              |                           |                        |
| Folge 47 | Tanaka und der Tengu                            | Die Baggersaurier und der versunkene Planet      | Baden ist schön                                  | Alice in Wunderland (3)         | Die gemütliche Küche                             | Bennis Schatten                        |                              |                               |                          |                               |                             |                              |                           |                        |
| Folge 48 | Der Lohn des Kriegers                           | Dicki, das Pferd                                 | Alice im Wunderland (4)                          | Die Stadt der U-Boote (1)       | Dany Danebrog und Dankwart der Schlimme          | Ludwig kann nicht fliegen              |                              |                               |                          |                               |                             |                              |                           |                        |
| Folge 49 | Stani, der Artistenstrolch                      | Zu Besuch in Hexenhausen                         | Zeichen im Rauch                                 | Alice im Wunderland (5)         | Die Stadt der U-Boote (2)                        | Der arme Schachtelkasper               |                              |                               |                          |                               |                             |                              |                           |                        |
| Folge 50 | Harlekin und Columbine (1)                      | Die Stadt der U-Boote (3)                        | Die nette Vogelscheuche                          | Patrick und der Teufel          | Die Kerze, die nicht ausging                     | Superbaby                              |                              |                               |                          |                               |                             |                              |                           |                        |
| Folge 51 | Wie ein König etwas lernte                      | Harlekin und Columbine (2)                       | Rowdy bei den Füchsen                            | der Esel, der das Meer holte    | Zico an den Ball (1)                             | Die Elektro-Bolde                      |                              |                               |                          |                               |                             |                              |                           |                        |
| Folge 52 | Die Nixe, die nicht schwimmen konnte            | Zico an den Ball (2)                             | Der rettende Roboter                             | Ein Vogel im Winter             | Dany Danebrog und das Geld                       | Harlekin und Columbine (3)             |                              |                               |                          |                               |                             |                              |                           |                        |
| Folge 53 | WEIHNACHTSHEFT „Erzähl mir was von Weihnachten“ | Morgen Kinder wird’s was geben                   | Gobbolinos Weihnachtsabenteuer                   | Shorty und das Raumschiff       | Maulwurfs Heimkehr                               | Der Weihnachtsmann am Strand           | König Wenzel                 | Das erste Weihnachtsfest      | Die Heil´gen Drei Könige | Die Geschichte vom Tannenbaum | Wurzelzweigs Weihnachtsbaum | Groger und der Riesenfresser | Eine Weihnachtsgeschichte | Ihr Kinderlein, kommet |

## In anderen Sprachen
- Englisch "Story Teller"
- Niederländisch "Luister Sprookjes en Vertellingen"
- Französisch "Raconte-moi des histoires"
- Italienisch "I Racconta Storie" and "C'era una volta" (mit CDs anstelle von Kassetten)
- Griechisch "Άμπρα Κατάμπρα" (mit CDs anstelle von Kassetten)
- Spanisch "Cuenta Cuentos"
- Afrikaans "Storieman"